# 第38回全国高等学校ラグビーフットボール大会
第38回全国高等学校ラグビーフットボール大会は、1959年1月1日から1月9日まで西宮球技場で行われた全国高等学校ラグビーフットボール大会である。優勝校は、秋田県の秋田工業高校（10回目の優勝)。

## 日程
- 1月1日 1回戦
- 1月3日 2回戦
- 1月5日 準々決勝
- 1月7日 準決勝
- 1月9日 決勝

## 出場校
- 北北海道 北見北斗 （5年連続9回目）
- 南北海道 芦別 （3年連続3回目）
- 岩手 盛岡工 （9年連続9回目）
- 奥羽 秋田工（秋田県） （13年連続25回目）
- 南東北 仙台二（宮城県） （初出場）
- 東関東 水戸農（茨城県） （3年連続4回目）
- 北関東 熊谷商工（埼玉県） （初出場）
- 南関東 千葉工（千葉県） （初出場）
- 東京第1 京王 （初出場）
- 東京第2 日大二 （2年連続4回目）
- 神奈川 慶應 （7年連続17回目）
- 北陸 魚津（富山県） （7年連続7回目）
- 東中部 沼津商（静岡県） （初出場）
- 愛知 西陵商 （3年連続3回目）
- 三岐 津工（三重県） （2年ぶり4回目）
- 京滋 洛北（京都府） （4年ぶり2回目）

- 大阪第1 天王寺 （2年ぶり16回目）
- 大阪第2 四条畷 （2年連続4回目）
- 兵庫 兵庫 （2年連続12回目）
- 奈良 天理 （4年連続16回目）
- 和歌山 和歌山商 （2年連続2回目）
- 東中国 尾道商（広島県） （2年連続2回目）
- 西中国 山口水産（山口県） （2年ぶり2回目）
- 北四国 新田（愛媛県） （2年連続3回目）
- 南四国 城東（徳島県） （3年連続3回目）
- 福岡第1 福岡 （2年ぶり21回目）
- 福岡第2 福岡工 （4年連続4回目）
- 西九州 長崎工（長崎県） （2年連続2回目）
- 熊本 熊本工 （8年連続9回目）
- 大分 大分舞鶴 （2年ぶり2回目）
- 南九州 鹿児島玉龍（鹿児島県） （初出場）
- 前年度優勝校 保善（東京都） （6年連続10回目）

## 試合時間
全試合25分ハーフ。同点の場合は抽選にて次回進出校を決める。

## 試合

### 1回戦
- 秋田工 28 - 0 鹿児島玉龍
- 保善 6 - 0 新田
- 尾道商 8 - 6 魚津
- 四条畷 17 - 0 芦別
- 京王 6 - 0 福岡工
- 熊谷商工 3 - 3 天理
- 慶應 15 - 0 大分舞鶴
- 津工 17 - 3 県和歌山商

- 北見北斗 16 - 3 熊本工
- 水戸農 9 - 6 兵庫
- 福岡 13 - 3 西陵商
- 山口水産 13 - 5 千葉工
- 洛北 37 - 3 仙台二
- 長崎工 9 - 3 沼津商
- 盛岡工 5 - 0 天王寺
- 日大二 6 - 3 城東

### 2回戦
- 秋田工 3 - 0 保善
- 四条畷 6 - 3 尾道商
- 京王 22 - 6 熊谷商工
- 慶應 36 - 0 津工

- 水戸農 14 - 9 北見北斗
- 福岡 6 - 0 山口水産
- 洛北 17 - 0 長崎工
- 盛岡工 3 - 3 日大二

### 準々決勝
- 秋田工 19 - 0 四条畷
- 京王 6 - 0 慶應

- 水戸農 17 - 3 福岡
- 盛岡工 14 - 0 洛北

### 準決勝
- 秋田工 19 - 0 京王
- 盛岡工 11 - 0 水戸農

### 決勝
- 秋田工（2年ぶり10回目） 6 - 0 盛岡工